# Markyzet
Markyzet (z franc. Marquisette, "markýzečka") je jemná textilie s mřížovitou strukturou používaná hlavně jako záclonovina a letní šatovka.

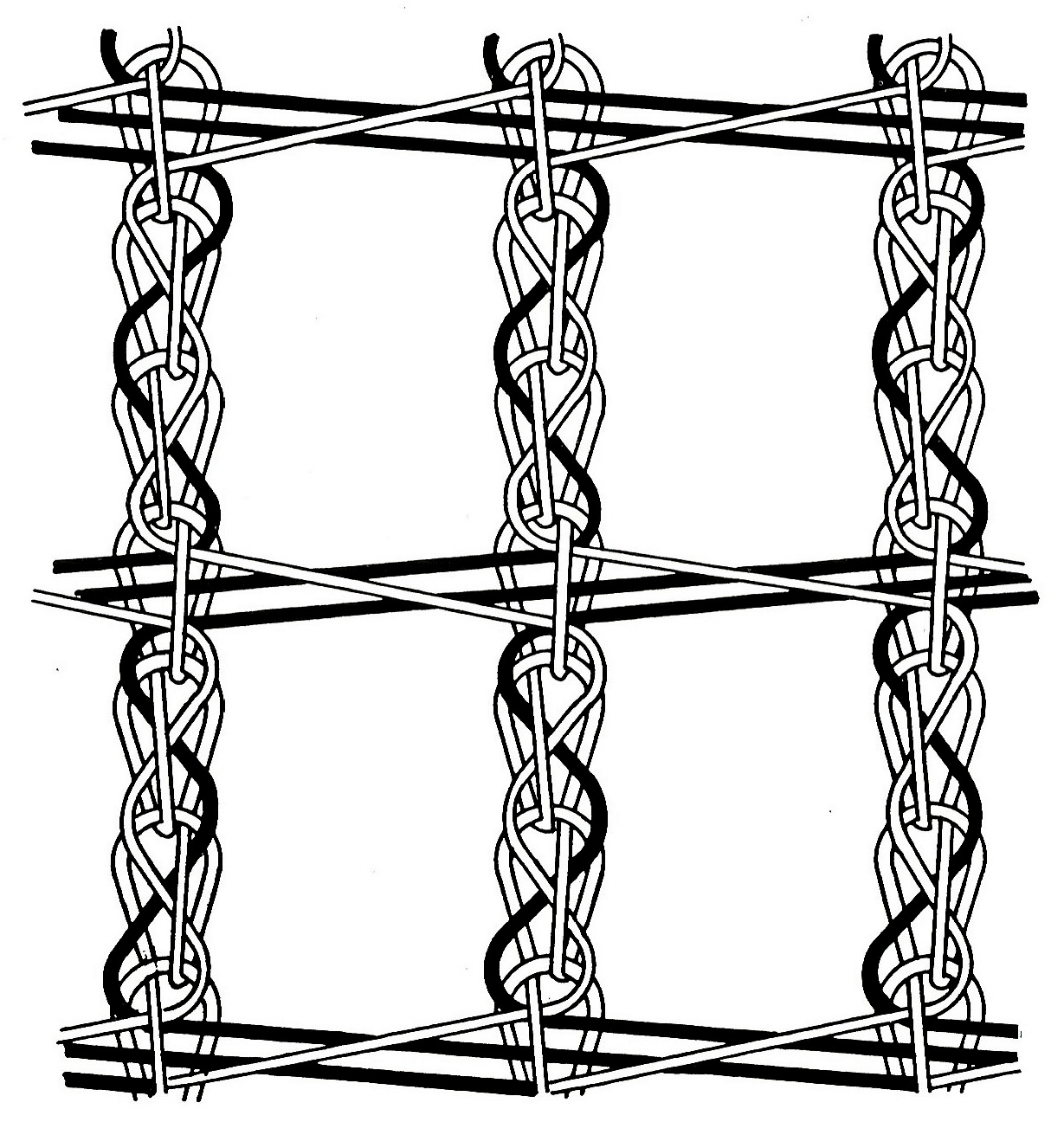
Schéma vazby markyzetu pleteného na rašlu

Markyzetová tkanina se vyrábí téměř výlučně v perlinkové vazbě se dvěma  stojitými nitěmi (někdy také zvané markyzetová vazba), nejčastěji z polyesterových staplových (11 tex x 2) nebo filamentových přízí (jemnějších než 16 tex) s 800-1200 zákruty na metr. Průměrná hustota (osnova + útek) dosahuje u staplových přízí cca 27 a u filamentů 37 nití na cm². 
Tzv. švýcarský markyzet má mít v osnově i v útku přízi z dlouhovlákenné egyptské bavlny.
Pletený markyzet se vyrábí na rašlových pletacích strojích v jednolícní vazbě, pro kterou se v češtině používá označení markyzetová. Vazba sestává ze dvou podélných stěn tvořených řetízky příčně spojené kladením pod jehlami. Stroje mají 7-12 pletacích jehel/cm, používaný materiál je nejčastěji polyesterový filament, výroba je podstatně levnější než u tkaných markyzetů.
Markisette nebo (v němčině synonym pro) Marquisette je průhledná záclonovina.